# Iloczyn kompleksowy
Iloczyn kompleksowy – dwuargumentowe działanie wewnętrzne określone na niepustych podzbiorach danej grupy.
Pojęcie kompleksu ma na celu wykluczenie z rozważań mało interesującego z algebraicznego punktu widzenia podzbioru pustego (najmniejszą podgrupą w grupie jest jednoelementowa podgrupa trywialna). Unifikująca notacja iloczynu kompleksów, którymi są tak podgrupy, jak i warstwy danej grupy, skraca język opisu struktury grupy: ułatwia definicję podgrupy permutowalnej, opis konstrukcji grupy ilorazowej, czy iloczynów wewnętrznych (zob. osobną sekcję).
Nie wykluczając przypadku zbioru pustego otrzymuje się iloczyn podzbiorów, przy czym iloczyn jakiegokolwiek podzbioru ze podzbiorem pustym daje podzbiór pusty.

## Definicje i oznaczenia
Kompleksem grupy nazywa się dowolny jej niepusty podzbiór; jeżeli {\displaystyle A,B} są kompleksami w grupie {\displaystyle G,} to ich iloczynem nazywa się kompleks
{\displaystyle AB=\{ab\colon a\in A,\,b\in B\}.}
Kompleks {\displaystyle E=\{e\},} gdzie {\displaystyle e\in G} jest elementem neutralnym jest elementem neutralnym iloczynu kompleksowego; przyjmuje się również następujące oznaczenie „kompleksu odwrotnego”
{\displaystyle A^{-1}=\{a^{-1}\colon a\in A\}.}
Dla kompleksu jednoelementowego {\displaystyle \{a\}} iloczyny {\displaystyle \{a\}B} oraz {\displaystyle B\{a\}} zapisuje się zwyczajowo {\displaystyle aB} oraz {\displaystyle Ba;} w przypadku, gdy {\displaystyle H} jest podgrupą w {\displaystyle G,} kompleksy {\displaystyle gH} oraz {\displaystyle Hg;} są w istocie warstwami (odpowiednio lewo- i prawostronną) grupy {\displaystyle G} względem {\displaystyle H} wyznaczonymi przez {\displaystyle g.}
W notacji addytywnej iloczyn kompleksowy przyjmuje postać „sumy kompleksowej” {\displaystyle A+B=\{a+b\colon a\in A,\,b\in B\},} która w geometrii analitycznej znana jest szerzej jako suma Minkowskiego; spójna z przytoczonym oznaczeniem symbolika „kompleksu przeciwnego” {\displaystyle -A=\{-a\colon a\in A\}} i „różnicy kompleksów” {\displaystyle A-B=\{a-b\colon a\in A,\,b\in B\}} jest powodem, dla którego różnicę zbiorów zapisuje się zwykle osobnym symbolem, tj. {\displaystyle A\smallsetminus B=\{a\colon a\in A,\,a\notin B\}.}

## Własności i zastosowania
Charakteryzacja podgrupy za pomocą iloczynu kompleksowego jest bardzo zwarta: kompleks {\displaystyle A} jest podgrupą w {\displaystyle G} wtedy i tylko wtedy, gdy {\displaystyle AA\subseteq A} oraz {\displaystyle A^{-1}\subseteq A} (bądź krócej: {\displaystyle AA^{-1}\subseteq A}); równoważnie {\displaystyle AA=A} oraz {\displaystyle A^{-1}=A} {\displaystyle (AA^{-1}=A).}
Iloczyn kompleksowy {\displaystyle AB} podgrup {\displaystyle A} oraz {\displaystyle B} sam jest podgrupą w {\displaystyle G} wtedy i tylko wtedy, gdy podgrupy te permutują, tj. {\displaystyle AB=BA} (zob. podgrupa permutowalna). Jeśli choć jedna z podgrup {\displaystyle A} oraz {\displaystyle B} jest normalna, to {\displaystyle AB=BA,} skąd iloczyn kompleksowy dowolnej podgrupy i podgrupy normalnej również jest podgrupą.
Na zbiorze wszystkich kompleksów grupy {\displaystyle G} iloczyn kompleksowy jest działaniem łącznym i ma element neutralny (jedynkę) {\displaystyle E;} niepuste podzbiory tej grupy tworzą więc z działaniem iloczynu kompleksowego monoid; z kolei w przypadku iloczynu podzbiorów podzbiór pusty jest elementem pochłaniającym (zerem).
Ograniczywszy się do konkretnego rodzaju kompleksów dla ww. monoidu można zagwarantować strukturę grupy: jeśli {\displaystyle H} jest normalna, to {\displaystyle aH=Ha} dla dowolnego {\displaystyle a\in G,} skąd iloczyn kompleksowy warstw {\displaystyle (aH)(bH)} równy {\displaystyle (ab)H} również jest warstwą; dla tak ograniczonego do warstw iloczynu kompleksowego można zapewnić istnienie jednoznacznie wyznaczonej odwrotności dla dowolnej tego rodzaju warstwy: {\displaystyle (aH)^{-1}=a^{-1}H.} Obserwacje te są kluczowymi elementami konstrukcji grupy ilorazowej z wykorzystaniem iloczynu kompleksowego.
Grupę {\displaystyle G} nazywa się iloczynem ogólnym bądź iloczynem Zappy-Szépa jej podgrup {\displaystyle H} oraz {\displaystyle K,} jeżeli {\displaystyle G=HK} oraz {\displaystyle H\perp K,} tzn. {\displaystyle H\cap K=E;} jeżeli choć jedna z tych podgrup jest normalna, to {\displaystyle G} nazywa się iloczynem półprostym podgrup {\displaystyle H} oraz {\displaystyle K,} gdy zaś obie są normalne, to {\displaystyle G} jest ich iloczynem prostym (ze względu na sposób konstrukcji z podgrup danej grupy wspomniane iloczyny nazywa się „wewnętrznymi”).
W przypadku grup abelowych, gdzie wszystkie podgrupy są normalne, powyższe trzy rodzaje iloczynów są tożsame i są zwykle nazywane (wewnętrzną) sumą prostą.